# 칼시토닌
칼시토닌(Calcitonin)은 인간과 수많은 기타 동물들에서 갑상샘의 난포방세포(이른바 C세포)에 의해 분비되는 32개 아미노산 펩타이드 호르몬이다. 뼈가 칼슘이온을 방출하는 것을 막아 혈중 칼슘(Ca2+) 이온의 농도를 감소시키는 역할을 하며 부갑상선호르몬(PTH, 파라토르몬)의 반대 효과를 보이며 길항작용을 한다.
칼시토닌은 물고기, 파충류, 새, 포유류에서 발견되고 있다. 정상 칼슘 신진대사의 조정에 중요하게 기능을 하고 있지는 않다.
역사적으로 칼시토닌은 티로칼시토닌(thyrocalcitonin)으로 불렸다.